# 新潟県立小千谷西高等学校
新潟県立小千谷西高等学校（にいがたけんりつ おぢやにしこうとうがっこう）は、新潟県小千谷市城内三丁目に所在する県立高等学校である。「西高」（にしこう）の愛称で親しまれている。

## 概要

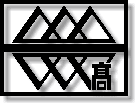
校章

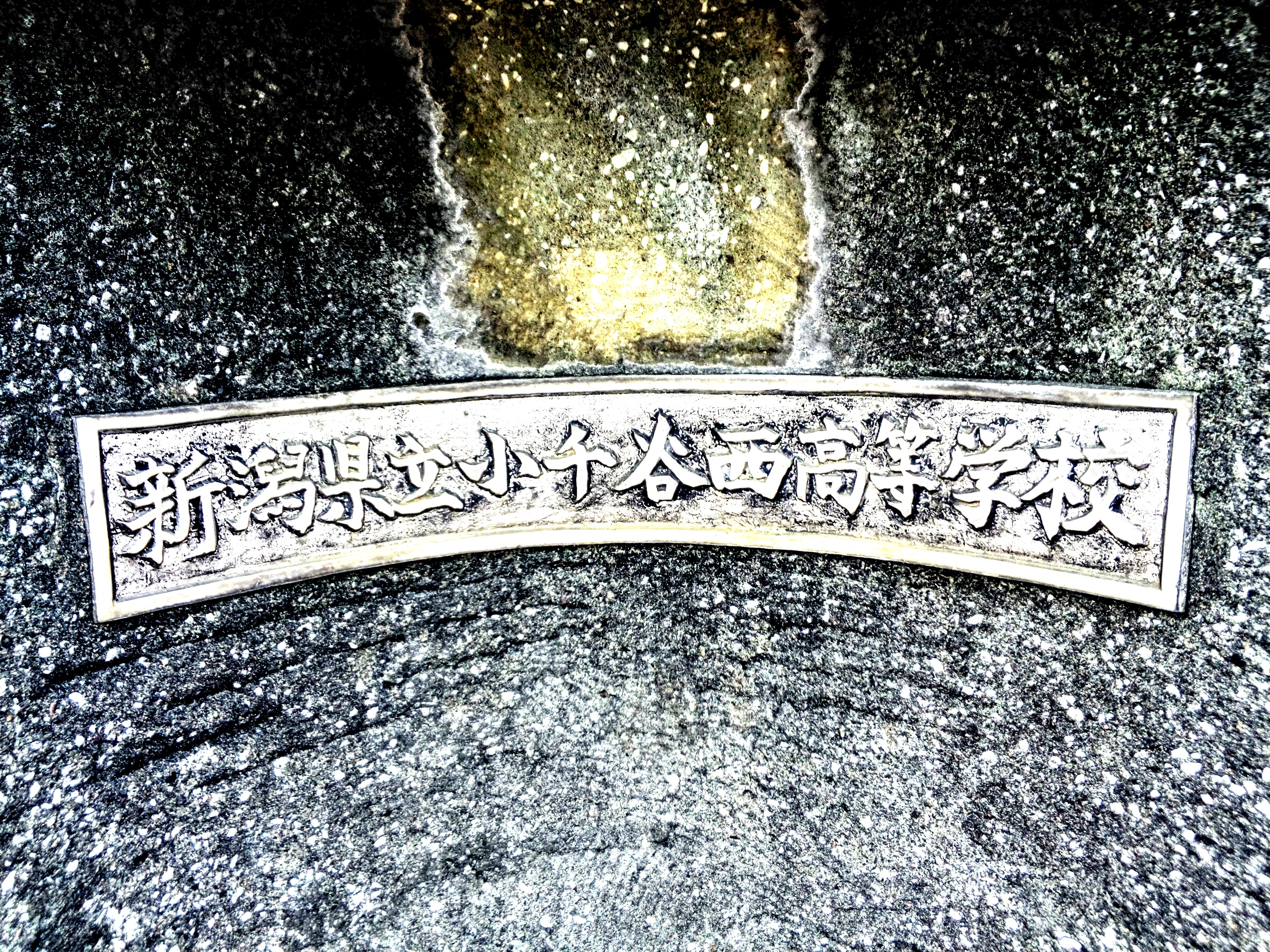
学校表示

立地については、現在は公園として整備されている旧西小千谷駅跡地の隣に位置し、周辺は大型商業施設やファストフード店などが多数所在する市街地近郊に位置する。
最寄り駅は小千谷駅で、駅からは徒歩約30分。近隣に住む生徒の主な通学手段は自転車や路線バスで、遠方から通学する生徒の多くは、最寄りの小千谷駅から徒歩で通学している。生徒の通学範囲によっては、原動機付自転車による通学を許可される場合もある。クラス構成は、約40人で1クラス。各学年4クラス、1学年の人数は約160人である。男女の割合では、かつては女子高だったこともあり、女子の方が若干多いとされている。現在は全クラスが総合学科である。

## 沿革
- 1963年12月20日 - 本校の設置が新潟県議会で可決。
- 1964年4月1日 - 新潟県立小千谷西高等学校として、6学級（普通科4・家政科2）で開校。当初は女子校であった。校舎完成までは小千谷小学校旧校舎を使用。
- 1964年6月13日 - 校章制定。
- 1965年2月4日 - 校歌制定（作詞：西脇順三郎、作曲：服部逸郎）。
- 1965年10月22日 - 現校舎竣工、移転。
- 1975年4月8日 - 男女共学開始。
- 1986年4月1日 - 電子科を設置する。
- 2002年4月1日 - 本年度入学生より総合学科へ改組する。
- 2003年3月4日 - 電子科を閉科する。
- 2003年10月25日 - 創立40周年記念式典を挙行する。
- 2004年3月2日 - 家政科・普通科を閉科する。
- 2004年10月23日 - 新潟県中越地震発生、校舎・校地に多大な被害を受ける。10月25日～30日まで臨時休校、11月1日に再開する。

## 校歌
- 『新潟県立小千谷西高等学校校歌』（作詞：西脇順三郎・作曲：服部逸郎）[1]

## 学校行事
- マラソン大会

毎年9月末に行われる。全学年合同で、男子6km、女子4kmの距離を走る。スタート地点は白山運動公園。白山運動公園及び学校校舎周辺の一般道を主なコースとする。
- 西高祭

毎年10月末に行われる文化祭。2日間行われるが、一般公開は2日目のみ。企画は生徒会。
- 体育祭

毎年6月初旬に行われる。紅団、青団、緑団、黄団の4チームに、各学年クラス単位で分かれて各学年1クラスずつの3クラスを1チームとし、チーム対抗で得点を競い合う。企画は生徒会。

## 著名な出身者
- 長谷川 きよ（1期生・現：新潟県議会議員：小千谷市選挙区）

## 交通・アクセス方法
- JR上越線 小千谷駅より徒歩：約30分（2.6 km）
- 越後交通・西高校入口バス停より徒歩：約1分

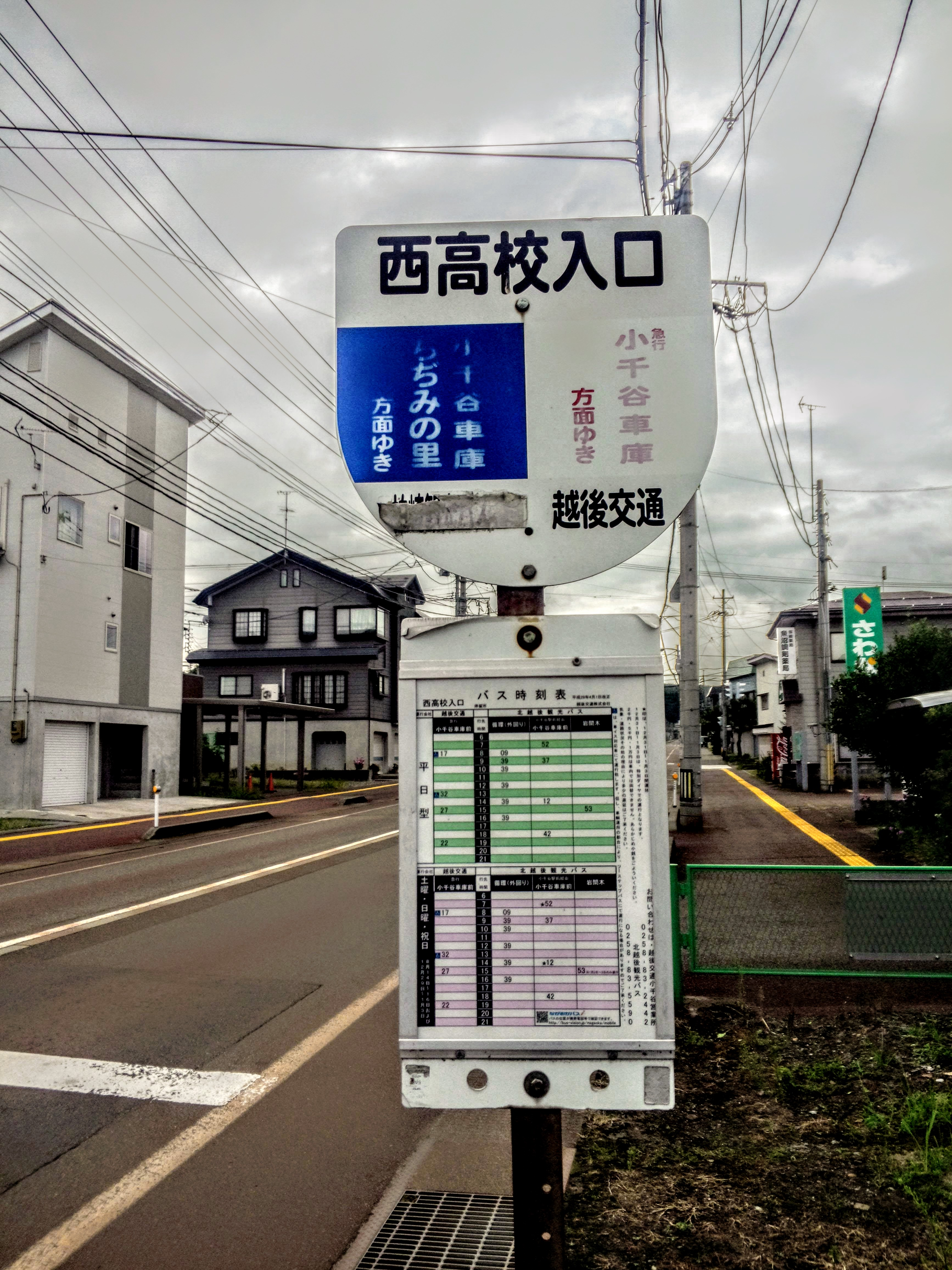
校門前に設置されているバス停